# Вільгельміна Марія Данська
Вільгельмі́на Марі́я Да́нська (дан. Vilhelmine Marie af Danmark), (нар. 18 січня 1808 — пом. 30 травня 1891) — данська принцеса з Ольденбурзької династії, донька короля Данії Фредеріка VI та принцеси Гессен-Кассельської Марії Софії, дружина кронпринца Данії Фредеріка, згодом — герцога Шлезвіг-Гольштейн-Зондербург-Глюксбурзького Карла.

## Біографія
Вільгельміна Марія народилася 18 січня 1808 року у Кільському замку. Вона була молодшою восьмою дитиною та шостою донькою в родині данського  кронпринца Фредеріка VI та його дружини Марії Софії Гессен-Кассельської. Із старших дітей вижила лише сестра Кароліна, якій вже виповнилося 14 років.
За два місяці після народження Вільгельміни її батько став королем Данії під іменем Фредеріка VI. У 1809 році все сімейство перебралося до Копенгагену.
Оскільки синів у Фредеріка VI не було, його доньки вважалися бажаними нареченими. Серед шанувальників Вільгельміни Марії був і кронпринц Швеції Оскар. Однак 28 травня 1826 року принцеса заручилася із данським принцом Фредеріком, своїм однолітком, який доводився їй троюрідним братом та походив з іншої гілки династії Ольденбургів. Весілля відбулося два роки потому.
Вінчання молодят відбулося 1 листопада 1828 у Копенгагені. Союз був дуже популярним серед народу і супроводжувався пишними урочистостями. Проте невдовзі Фредерік почав вести розгульний спосіб життя, пиячив та зраджував дружині. Вільгельміна, м'яка та сердечна за характером, не могла чинити вплив на чоловіка. Батьки, стривожені її нещасливим подружнім життям, розділили пару у квітні 1834-го, а за три роки відбулося офіційне розлучення.

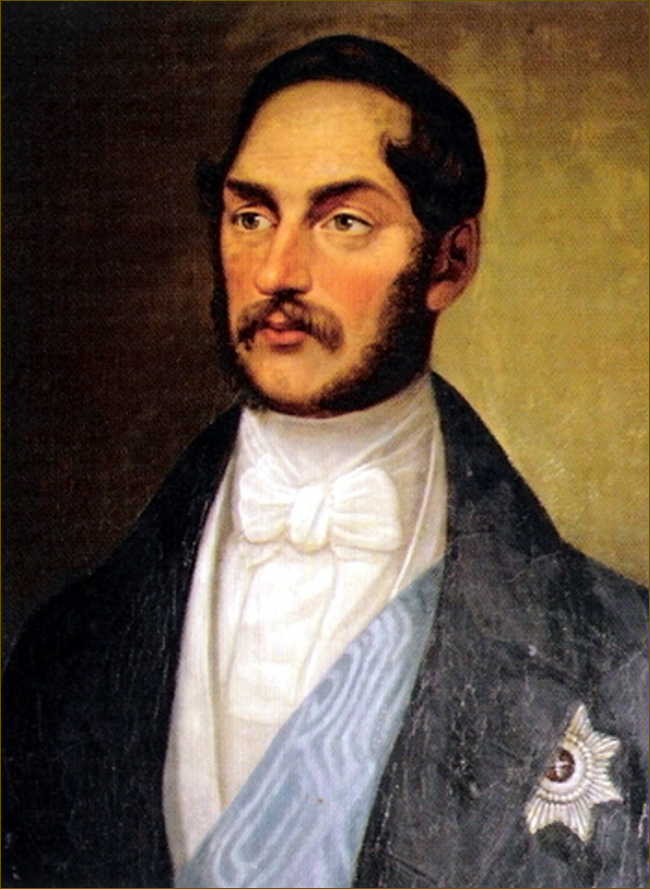
Карл Глюксбург

Наступного року 30-річна Вільгельміна взяла другий шлюб. Її обранцем став старший брат майбутнього короля Крістіана IX , 24-річний Карл Шлезвіг-Гольштейн-Зондербург-Глюксбурзький, який також був її троюрідним братом. Весілля пройшло 19 травня 1838 у палаці Амалієнборг. Як весільний подарунок Фредерік VI презентував доньці Кільський замок, який став резиденцією молодят. Цей шлюб виявився дуже щасливим. Дітей пара не мала, багато хто з дослідників вважає, що Вільгельміна була безплідною, оскільки відсутні записи як про пологи, так і про викидні.
Під час Першої війни за Шлезвіг у 1848—1850 роках Карл виступив проти Данії, тож зв'язки Вільгельміни з родиною були розірвані. Під час військових дій пара проживала у Дрездені, після примирення вони повернулися у Данію.
У 1870 році Вільгельміна обрала своєю резиденцією Глюксбурзький замок, де і провела решту життя. Багато займалася благодійністю. В останні роки майже втратила слух, проте залишалася популярною через свої добрі справи.
Пішла з життя у віці 83 років у замку Глюксбург. Похована поруч із чоловіком на новому цвинтарі Глюксбурга.

## Титули
- 18 січня 1808—17 травня 1814 — Її Королівська Високість Принцеса Вільгельміна Марія Данська та Норвезька;
- 17 травня 1814—1 листопада 1828 — Її Королівська Високість Принцеса Вільгельміна Марія Данська;
- 1 листопада 1828—4 вересня 1837 — Її Королівська Високість Принцеса Фредерік Данський;
- 4 вересня 1837—19 травня 1838 — Її Королівська Високість Принцеса Вільгельміна Марія Данська;
- 19 травня 1838—24 жовтня 1878 — Її Королівська Високість Герцогиня Шлезвіг-Гольштейн-Зондербург-Глюксбурзька;
- 24 жовтня 1878—30 травня 1891 — Її Королівська Високість Вдовіюча Герцогиня Шлезвіг-Гольштейн-Зондербург-Глюксбурзька.